# Elche de la Sierra (kommunhuvudort)
Elche de la Sierra är en kommunhuvudort i Spanien.   Den ligger i provinsen Provincia de Albacete och regionen Kastilien-La Mancha, i den sydöstra delen av landet, 260 km sydost om huvudstaden Madrid. Elche de la Sierra ligger 642 meter över havet och antalet invånare är 3 894.
Terrängen runt Elche de la Sierra är lite kuperad. Runt Elche de la Sierra är det mycket glesbefolkat, med 5 invånare per kvadratkilometer. Elche de la Sierra är det största samhället i trakten. Omgivningarna runt Elche de la Sierra är i huvudsak ett öppet busklandskap.